# It All Belongs to Me
"It All Belongs to Me" é uma canção das cantoras norte-americanas Monica e Brandy, tirada dos álbuns New Life e Two Eleven (TBA). Foi lançada como o primeiro single dos dois álbuns em 10 de Fevereiro de 2012 pela editora discográfica RCA Records. Composta e produzida por Rico Love, Earl Hood, e Eric Goudy II, a faixa foi apresentada as cantoras, que expressaram interesse em gravar um dueto. Após a autorização de Clive Davis, elas dirigiram-se a um estúdio de gravação em Miami, Flórida para a gravarem. Após a gravação de três versões diferentes, uma foi lançada como um single. Esta é a primeira vez que Monica e Brandy trabalham juntas, desde a sua colaboração no êxito "The Boy Is Mine" (1998).
Musicalmente, "It All Belongs to Me" é uma balada do género musical rhythm and blues (R&B) de ritmo moderado, que apresenta influências de música pop. Liricamente, a música é um hino de empoderamento feminino, no qual, as artistas reclamam os seus pertences enquanto abandonam os seus namorados abusivos. O refrao apresenta referências as redes sociais MacBook e Facebook. "It All Belongs to Me" recebeu comparações a canção "Irreplaceable" (2006) da cantora norte-americana Beyoncé. Após o seu lançamento, Brandy revelou que tinha expectativas de que ouvintes do sexo feminino amassem a música.
Geralmente, "It All Belongs to Me" foi bem recebida pela crítica de música contemporânea especializada, no entanto, alguns dos críticos deram opiniões mistas. A maioria destes ficou desapontado com a colaboração, comentando que a campanha publicitária que estava por detrás dela era incrível, mas também notando que a faixa não seria tão bem sucedida quanto "The Boy Is Mine". A canção atingiu um máximo no número vinte e cinco da tabela musical americana Hot R&B/Hip-Hop Songs.
O vídeo musical acompanhante foi dirigido por Chris Robinson em Los Angeles, Califórnia. Estreou em 5 de Março de 2012 no canal de televisão musical VH1. Inspirado pelos filmes Thelma & Louise (1991) e Waiting to Exhale (1995), retrata Monica e Brandy em relacionamentos disfuncionais e ajudando-se em ambas as situações. A promoção para "It All Belongs to Me" foi feita através de várias performances ao vivo, e entrevistas em estações de rádio e televisão.

## Antecedentes e lançamento
Brandy iniciou a composição das canções para o seu sexto álbum de estúdio na mesma semana em que Human (2008), o seu quinto trabalho de estúdio, cuja data de lançamento havia sido adiada para Dezembro de 2008 para que a cantora pudesse ter algumas sessões de estúdio com o rapper Timbaland, foi lançado. Todavia, todas as músicas que haviam sido produzidas para que fossem gravadas com Timbaland não fizeram parte do alinhamento de faixas de Human, pois ele não esteve presente durante a gravação do álbum e Brandy queria muito que ele contribuísse com os seus "vocais de marca registada" para as canções. Como consequência disso, a cantora afirmou que queria que ele estivesse muito presente no seu futuro álbum de estúdio, em uma entrevista com a revista Rap-Up.
Norwood começou a trabalhar no disco enquanto ainda estava na Epic Records, a sua editora discográfica no momento. Em meados de 2009, a compositora Amanda Ghost foi escolhida para ser a presidente da Epic Records, o que levou à especulação sobre o futuro do contrato discográfico de Norwood na editora e o seu término eventual, como confirmado pelo produtor Tricky Stewart. Pouco tempo após isso, foi reportado que a artista havia sido despedida pela Roc Nation, empresa de gerenciamento do rapper Jay-Z, facto que a equipa de Norwood refutou em Julho de 2009: "Eles [Epic] não despediram-na. Nós estámos a tentar ter um lançamento a partir deles. Estamos à espera" e que "Brandy e Roc Nation separaram-se mutuamente".
O acordo conjunto de Norwood entre a RCA Records e o produtor Breyon Prescott, da Chameleon Records, foi finalizado nos fins de 2010, contudo, não foi anunciado para o público até Agosto de 2011, quando foi confirmado também que o sexto trabalho de estúdio de Norwood seria lançado em Maio de 2012. Após ela ter sido assinada com a RCA, as sessões de estúdio e produção finalmente tiveram início. Grande parte das composições que ela já havia feito na Epic foram entregues a outros artistas, como Jennifer Lopez. "Eu estou muito animada com este álbum por ele ser totalmente de R&B e sobre como descobrir o novo som de R&B, e esse foi a batalha para mim. Eu queria fazer uma coisa diferente - eu não queria apenas cantar sobre amor por cima de batidas regulares", disse Norwood logo após ter assinado o contrato em 2011.
| “ | A evolução de Brandy é louca. Eu passei por algumas coisas sobre as quais ainda não cantei... Desde a separação do meu ex-noivo, as batalhas desde o acidente de carro, e depois Human não se desempenhar bem de todo, e depois ser enganada e eliminada do Dancing with the Stars; parece que vem apenas falhanço após falhanço após falhanço... Estou a trazer tudo que tenho. Tudo que tenho para este projecto. Eu honestamente sinto que não estou a tentar ser emocional mas sinto mesmo que esta é a minha última chance. | ” |
|   | — Brandy falando sobre os assuntos do álbum.. |   |

Primeiramente, Monica e Brandy trabalharam juntas no êxito "The Boy Is Mine" (1997). Criada como uma faixa a solo, Brandy originalmente gravou-a sozinha. Todavia, após escutar o resultado final, ela e o compositor Rodney Jenkins acharam que iria funcionar melhor se fosse um dueto, uma ideia que foi inspirada por Paul McCartney e Michael Jackson no dueto "The Girl Is Mine" (1982). Jenkins, que produziu "The Boy Is Mine", mais tarde afirmou que ambas cantoras "não se davam bem" durante a produção, e que ele e Dexter Simmons remixaram a canção por sete vezes de modo a manter tudo uniforme. Monica, mais tarde, falou sobre a sua relação com Brandy em uma entrevista com a estação de rádio WZMX, afirmando:
| “ | Nós éramos jovens. Nós mal podíamos estar no mesmo compartimento juntas. De maneira nenhuma foi inveja ou ciúmes. Ela e eu somos pólos opostos e em vez de abraçarmos aquilo, usamos as nossas diferenças como razão para não nos darmos uma com a outra. | ” |

Em Setembro de 2010, o produtor Bangladesh confirmou que havia sido comissionado por Norwood para lidar com a produção do seu projecto inteiro, embora a cantora tenha mais tarde expressado a sua intenção de trabalhar com muitos mais produtores, incluindo Jim Beanz, WyldCard, o novato Kevin McCall, Lonny Bereal, Rico Love, as equipas The Woodworks e The Runners, e o cantor Sean Garrett, que trabalhou em mais de nove canções do disco. Love, em seguida, concebeu uma faixa intitulada "It All Belongs to Me", que foi composta com a ideia de ser uma sequela para "The Boy Is Mine". Ele afirmou que a música prosseguia essencialmente no lugar em que "The Boys Is Mine" parou. "É uma canção de R&B muito emotiva com sensibilidades pop. Eu queria ter a certeza que fiz dela uma gravação de R&B clássica, mas eu definitivamente queria ter a certeza que tinha encanto para fazer o crossover e se tornar numa gravação do Top 40", disse Love.
Em Novembro de 2011, Garret anunciou através da Rap-Up que ele era o compositor e co-produtor do primeiro single de Two Eleven, que ele esperava que fosse ser divulgado antes de 25 de Dezembro de 2011 e iria conter a participação de um rapper. Os planos foram por água abaixo e a canção, intitulada "Put It Down", com participação de Chris Brown, acabou tendo a sua data de lançamento adiada para que não coincidisse com o lançamento de "It All Belongs to Me". "It All Belongs to Me" foi lançada como um single oficial a 10 de Fevereiro de 2012, pela editora discográfica RCA Records. Tal como "The Boy Is Mine", a obra também estava programada para aparecer tanto no sétimo álbum de estúdio de Monica, New Life, bem como no sexto de Norwood, Two Eleven. Contudo, quando o alinhamento de faixas do último foi revelado, "It All Belongs to Me" não constava da lista.

## Estrutura musical e gravação
Monica começou as sessões de gravação para o seu sétimo projecto de estúdio, New Life, durante o terceiro trimestre de 2010 - poucas semanas após o lançamento de Still Standing, o seu sexto trabalho. Ela gravou várias músicas na cidade de Los Angeles, Califórnia, com o produtor Polow da Don, que é seu primo e colaborador de longa data que havia sido consultado pela cantora para produzir executivamente o disco. Juntos, eles trabalharam no que fora esperado ser o coração do álbum, como ela envisionou criar a "carne central" do álbum com ele. Monica esperava que tal como com Still Standing, a determinação do título do disco fosse ajudar a encontrar alguma direcção no projecto, como ela intencionava concluir a produção do álbum até Junho ou Julho de 2011. Apenas a partir de Janeiro de 2012 é que Monica começou a gravar canções com outros produtores diferentes de Polow da Don, incluindo Pop & Oak e D. Smith. Inicialmente esperado para ser lançado como seu quinto álbum com a J Records, grande parte do projecto foi gravado sob o selo RCA Records após a ré-estruturação da RCA Music Group em Outubro de 2011, o que fechou a J juntamente com as afiliadas Jive Records e Arista Records. Originalmente planeado para um lançamento em Novembro de 2011, a sessão final de gravação para New Life ocorreu com Hit-Boy em Outubro. A 2 de Novembro de 2011, Monica anunciou via Twitter que o disco seria adiado, e que ela, juntamente com a sua editora, estavam a planear uma ré-estruturação do "plano inteiro do álbum". Nos meses seguintes, ela retomou a produção do disco e marcou sessões de estúdio adicionais com Rico Love e os co-produtores Earl & E, Mr. Morris, and Pierre Medorm de modo ré-modelar New Life.

"Foi uma situação bastante interessante por causa da história que havia na sala e a energia era tão positiva. Foi eléctrico. Eu realmente queria tentar o meu melhor para fazer os vocais mais explosivos. [...] Ela (a canção) meio que continuou a parte seguinte da história, só mostrando o seu crescimento e a sua maturidade, e tornando-o real e verdadeiro para ambas cantoras. Foi uma energia extraordinária, uma vibração maravilhosa. As raparigas foram todas positivas. Era só divertimento. Nos divertimos muito e eu aprendi muito de ambas durante a sessão."

— Rico Love comentando sobre as sessões de gravação de "It All Belongs to Me" em uma entrevista com a revista digital Rap-Up.
Após "It All Belongs to Me" ser apresentada à Brandy por Love, a cantora revelou o seu desejo de gravar um dueto com Monica, seguindo o seu primeiro lançado em 1997. Monica revelou também que estava com intenções de gravar um novo dueto com Brandy. Depois de falarem com a editora das duas, que por ventura é a mesma, e os executivos da Chameleon Records — Peter Edge e Breyon Prescott — ambas artistas concordaram em gravar a canção. Monica, contudo, afirmou que não iria entrar no estúdio de gravação sem antes falar com e ter a permissão do executivo Clive Davis. Então, a equipa de Brandy contactou Davis, que deu a sua autorização ao dueto. Logo, Brandy e Monica gravaram a música juntas em uma sessão de estúdio na cidade de Miami, Flórida, entre os dias 6 a 8 de Janeiro de 2012. Brandy disse que a energia das sessões era "mágica! Eu simplesmente estava tão entusiasmada por vê-la outra vez, só por trabalhar com ela outra vez. A sessão foi óptima. Foi como se estivesse destinado. Foi como se nunca tivessemos perdido uma batida." As cantoras também tiraram fotografias e falaram sobre as suas vidas actuais. Brandy também revelou que ela e Monica queriam "dar [os] seus melhores vocais de sempre em uma canção".
| “ | A canção é tão especial. Nós as duas passámos por muita coisa diferente nas nossas vidas, e queríamos simplesmente dizer algo completamente diferente de 'The Boy Is Mine' e estou muito feliz por trabalhar com Monica de novo, isto é realmente uma benção. | ” |
|   | — Brandy a falar sobre a música em entrevista ao The Hollywood Reporter. |   |

Monica revelou que, antes de falecer, a cantora norte-americana Whitney Houston foi ter com ela após ouvir "It All Belongs to Me", e disse: "Você arrasa com a canção no fim. E você sabe que eu sei que você roubou isso de mim, certo?" Rico Love, durante as sessões de gravação da canção, revelou, em uma entrevista com a revista digital Rap-Up, que eles fizeram versões alternativas da canção para ambos álbuns de Monica e Brandy. Ele notou que as mudanças eram mínimas. Em entrevista ao The Hollywood Reporter, Monica disse que escolheu 2012 para se juntar novamente a Brandy porque "Comforto com que o somos, amor à música, amor aos nossos filhos, ter tanta coisa em comum levou-nos a este nível de completidão musicalmente e depois encontrar a canção foi o último elemento".
"It All Belongs to Me" é uma canção de ritmo moderado dos géneros musicais pop e rhythm and blues (R&B) com duração de quatro minutos e seis segundos. Classificada como uma balada, o seu primeiro verso começa com Brandy cantando "No, no, no, sugar/You must be blind/You must be dumb/You must be tripping/You must be crazy/To think I'm gonna let you off that easy." Na medida que o refrão se segue, Monica começa a cantar junto com Brandy, com ambas afirmando que não pertencem a seus namorados: "But put that back/That ain't yours/Have a fit/Slam the door/But leave them bags/On the floor/That shit belongs to me/Those clothes, cars, those rings/And that MacBook/That shit belongs to me/So log off your Facebook, it all belongs to me."
Sowmya Krishnamurthy, para o canal de televisão MTV, disse que a faixa "é sobre poder feminino e afastando aquele rapaz nada-bom-desonesto-safado-sujo para o parapeito". De acordo com John Mitchel, também da MTV, "o casal feroz está unindo forças para afastarem os homens nada-bons das suas vidas para o parapeito". Quase no fim da música, as cantoras começam a cantar em uma forma "melismática", com Monica cantando a última frase. "Bad Boy97/It All Belongs to Me" foi considerada como uma versão "menos de partir o coração como 'Irreplaceable' de Beyoncé".

## Crítica profissional
| Críticas profissionais | Críticas profissionais |
| Avaliações da crítica  | Avaliações da crítica  |
| Fonte                  | Avaliação              |
| ---------------------- | ---------------------- |
| About.com              | (favorável)            |
| AOL                    | (favorável)            |
| Billboard              | (mista)                |
| Entertainment Weekly   | (desfavorável)         |
| The Guardian           | (desfavorável)         |
| HitFix                 | (D+)                   |
| The Hollywood Reporter | (favorável)            |
| MSN                    | (desfavorável)         |
| New York Magazine      | (mista)                |
| NME                    | (desfavorável)         |

"Cada uma é especial em seu próprio direito, e cada uma, claramente, teve mais sucesso. [...] O facto de elas terem se reunido para uma gravação de um dueto, nós vamos celebrar e vamos divertir-nos sábado à noite."

— Clive Davis reflectindo sobre o dueto.
Em uma entrevista com o Yahoo! Music, Brandy disse que estava esperando que ouvintes femininas amassem a obra. De acordo com o blogue HitFix, a faixa foi bem recebida pelo público, sendo avaliada com B+ na classificação do leitor. Porém, "It All Belongs to Me" recebeu opiniões mistas de críticos contemporâneos.
Andrew Hampp, da revista Billboard, fez uma análise mista à canção, dizendo que "está aproximadamente cinco furos abaixo de 'Irreplaceable' da Beyoncé no departamento atrevimento, e podia usar um ou dois ganchos extra. Por outro lado, a faixa de quatro minutos termina numa nota habitual, com as duas cantoras distrubuindo melisma após melisma, uma tentando levar a melhor sobre a outra sobre a quem as coisas pertencem a (para o registro, Monica deu a palavra final)." Billy Johnson, Jr., para o Yahoo! Music, todavia disse que a mensagem da canção "é mais forte e mais humilhante para o ego masculino que 'Irreplaceable' da Beyoncé", embora descreveu-a como uma "balada de piano agitada". Bill Lamb, para o portal About.com, classificou "It All Belongs to Me" como a oitava melhor canção pop do fim-de-semana de 16 de Fevereiro de 2012. Elena Gorgan, para o sítio Softpedia, escreveu que a colaboração "valeu a espera", enquanto Michael O'Connell e Shirley Haperin, para o The Hollywood Reporter, acharam que ela "serve como uma vitrina sólida para duas vozes que atingiram o seu pináculo na cultura pop quatorze anos atrás atrás."
April Daley, para a revista electrónica Entertainment Weekly, achou surpreendente o facto de Monica e Brandy não terem colaborado mais cedo nas suas carreiras, como elas dizem que têm sido próximas nos últimos anos. Daley, entretanto, notou que
"ao contrário do seu êxito de 98, este dorminhoco provavelmente não irá fazer o mesmo furo na nossa lista das Mais Tocadas — embora não pareça ter os ingredientes certos, vocais fortes, e uma mensagem de capacitação, sofre de versos aguados sobre o Facebook e Macbooks e uma batida que não é totalmente cativante o suficiente." Ela também comparou-a à "Irreplaceable", comentando que o dueto é uma versão nova "com duas líderes e letras mais juvenis". Becky Bain, para o Idolator, considerou a canção como uma "música de R&B mal-hmorada", e disse que "é bom ver estas duas senhoras finalmente a se darem bem!" Kenneth Partridge, para o AOL Music, comentou sobre a obra, escrevendo: "Elas foram magoadas por seus rapazes, e elas não são tímidas sobre mostrarem alguma solidariedade de irmã e representando-se a si mesmas." Em sua análise, Danielle Cheesman, para o MSN Entertainment, disse: "Vamos aceitá-lo, [a canção] nunca vai ser tão grande como 'The Boy Is Mine'."
Dan Martin para a revista NME, comentou que "It All Belongs to Me" não é "o retorno majestoso padrão" que as pessoas estavam esperando, e afirmou que "apesar das referências bestiais ao Facebook e outros, isto tampouco a) continua a história da canção original ou b) faz as raparigas competirem uma contra a outra". O jornalista Michael Cragg, para o jornal The Guardian, notou que a campanha publicitária por detrás de "It All Belongs to Me" foi grande, porém, ele expressou que a música "é decepcionante". Cragg continuou, "enquanto 'The Boy Is Mine' brilhantemente colocou as cantoras uma contra a outra, alimentando a suposta rivalidade que a própria canção gerou, 'It All Belongs to Me' é um 'o homem fez-me mal e precisa de sair' justamente rudimentar de passo moderado". Chris Eggertsen, escrevendo para o HitFix, avaliou o trabalho com um D+, dizendo que passaram muitos anos desde que "The Boys Is Mine" saiu, e pensou se as pessoas iriam realmente se preocupar com uma reunião de Brandy/Monica. Eggerstsen também notou que a produção da música soou quase velha, e finalizou a sua crítica dizendo que ambas as cantoras irão precisar de um single mais forte para um retorno real. Amanda Dobbins, para a revista New York Magazine, disse que a faixa é basicamente uma "resposta amigável-de-karaoke" à "Irreplaceable", "apesar de B&M estarem mais preocupadas em discriminar o que, exactamente, é ainda seu (roupa, carros, anéis, e, hilariamente, aquele Macbook) em vez de direccionarem o cavalheiro até onde ele deve pôr os seus pertences."
Robert Copsey, para o portal Digital Spy, atribuiu três estrelas a partir de uma escala de cinco, chamando a música de uma batida "atrevida" de R&B e dizendo que o gancho "You must be blind/ You must be dumb/ You must be trippin'" falhou em pegar. Contudo, "a magia não está inteiramente perdida, mas 

## Vídeo musical
A RCA Records autorizou um vídeo musical a ser dirigido por Chris Robinson. De acordo com a Rap-Up, ele foi filmado em uma casa luxuosa na área de Los Angeles, Califórnia. Brandy descreveu-o, em uma entrevista com a revista Rolling Stone, como um vídeo de capacitação feminina, "como um 'Thelma & Louise'," e revelou que, segundo a história, elas estão em "relacionamentos disfuncionais, [...] ajudando uma a outra em ambas as situações." Ela também comentou que o filme Waiting to Exhale (1995) foi outra inspiração para o vídeo. A 13 de Fevereiro de 2012, Monica partilhou duas fotografias de por trás das câmaras. Uma das fotos apresenta a cantora vestida com uma camisete com a imagem de Whitney Houston. A 3 de Março, uma antevisão de trinta segundos foi postada online. Um teaser do por trás das cenas foi também postado no MTV Hive, enquanto o VH1 News lançou uma entrevista com ambas artistas a 5 de Março, através do canal de televisão musical VH1 às 23 horas (UTC-4). O vídeo foi finalmente estreado a 6 de Março de 2012 online.

Brandy (esquerda) e Monica (direita) no vídeo, encostadas a um carro.

O vídeo inicia com Brandy oferecendo um relógio ao seu namorado ficcional. Contudo, o casal começa a discutir passados poucos segundos, fazendo Brandy levar o seu namorado até uma estrada deserta e abandonando-o. Então, ela muda o seu perfil do Facebook para "Solteira". De seguinda, vê-se Monica dando um carro como um presente para o seu amante. A tela então corta para os dois discutindo na sua sala, que termina com Monica cortando a gravata do seu namorado com uma tesoura. As cantoras são, de seguida, vistas juntas vestidas com roupas pretas de cabedal em uma casa-de-banho. Na medida que saem, eles levam consigo um Macbook, uma caixa dourada e um fato, enquanto colocam os itens dentro do carro que Monica ofereceu ao namorado. Como os seua amantes as assistem de longe, Monica e Brandy despedem-o com a mão. Elas vão-se embora no carro de Brandy, como o outro explode em frente a casa antiga de Monica. O vídeo termina com uma dedicação à Whitney Houston.
Um analista do Rap-Up e Byron Flistch, do canal de televisão MTV, elogiaram o vestuário das cantoras no vídeo. Flictch também comentou: "não que nós promovemos incêndio ou qualquer coisa, mas nós estamos simplesmente super felizes pelo facto de Brandy e Monica estarem a se darem bem -- claramente, nenhum homem vale a guarda de um rancor por tantos anos." De acordo com o blogue Fashion Bomb Daily, Brandy foi estilizada numa camisa do Versace Barocco que custou USD 1,275. Robbie Daw, do Idolator, também disse que Monica e Brandy pareciam "deslumbrantes", no entanto, adicionou que o enredo do vídeo poderia ter sido mais criativo. Maritess Calabria, do sítio RyanSeacrest.com, achou que o vídeo reflecte sobre como as mulheres podem ser poderosas em termos monetários numa relação. Chris Eggertsen, do blogue americano HitFix, fez ao vídeo uma análise negativa, e disse que "ele parece sem vida e pré-fabricado como a canção que foi construída a volta de." A jornalista Amanda Dobbins, da revista New York Magazine, disse que o vídeo "não é exactamente um 'queimador de estábulos'" tal como a canção, e brincou que uma grande parte do orçamento da produção "foi gasto no Macbook em questão". Ela afirmou ainda que o fim do vídeo é confuso, pois de acordo com o título da música, o carro que é explodido é delas. Robbie Daw, para o blogue Idolator, achou que o conceito do vídeo é bastante parecido com o de Thelma & Louise e elogiou o visual de Monica e Brandy no vídeo. No entanto, comentou que "é inevitável pensarmos que isto poderia ter sido muito mais imaginativo e divertido". A revista Vibe elogiou o conceito do vídeo e o desempenho de ambas Brandy e Monica.

## Apresentações ao vivo

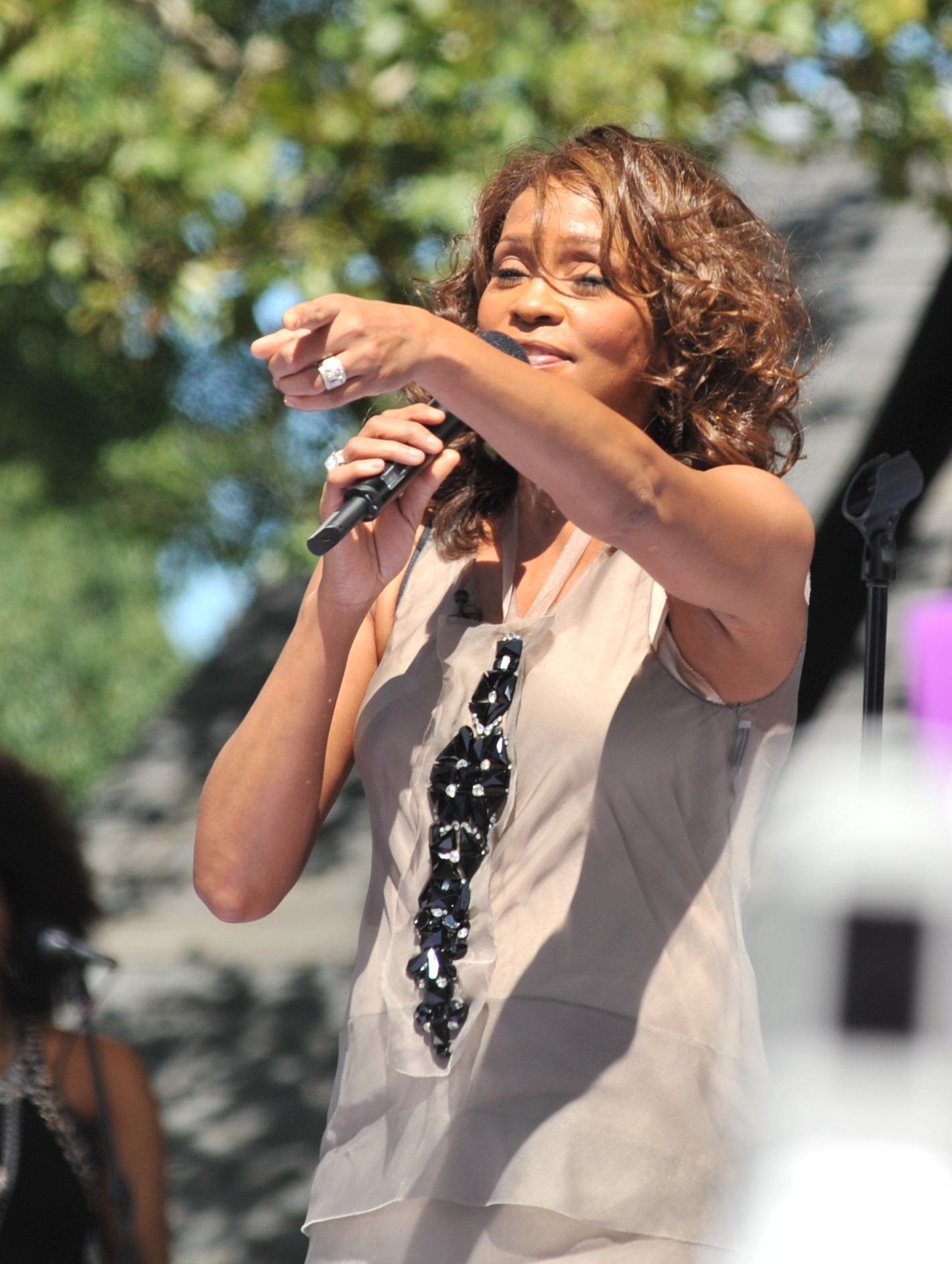
Em algumas das suas apresentações ao vivo, Brandy e Monica fizeram homenagens a falecida cantora Whitney Houston.

Monica e Brandy apresentaram a canção pela primeira vez no talk show The Tonight Show with Jay Leno. Rickey Minor e Kim Burse, que anteriormente trabalharam com artistas como Beyoncé e Ciara, faziam parte da equipa criativa da performance. Robbie Daw, do Idolator, considerou a performance como "impressionante" e "cheia de alma", notando, porém, que os ouvintes pareciam preferir os dias de dilema entre as cantoras. Michael O'Connell e Shirley Halperin, do blogue The Hollywood Reporter, acharam que a performance foi "nostálgica", e concluiu que "as duas podem ainda fazer uma apresentação ao vivo bem agradável". Um analista do Rap-Up disse que Monica e Brandy "colocam as suas vias respiratórias em exibição" na apresentação. As cantoras também iam interpretar a música na Pré-Festa do Grammy de Clive Davis em 2012, ao lado de "The Boy Is Mine". Quando questionada sobre a actuação, Brandy revelou que estava assustada: "Eu estou apenas assustada com todo mundo na sala. Eu acho que é por isso que vai ser uma performance muito boa porque eu me desempenho melhor quando tenho medo." Monica, por outro lado, revelou que não fica nervosa. "Eu agradeço a Deus por isso porque eu não sei o que iria fazer se ficasse." Contudo, acompanhando a morte de Houston, a performance foi cancelada.
Para promover ainda mais a canção, as intérpretes fizeram várias aparições na televisão e rádio. Elas estiveram no programa 106 & Park da Black Entertainment Television (BET) para estrear o vídeo musical e falar sobre a sua digressão, retorno, e Whitney Houston. Também apareceram no The Breakfast Club da estação de rádio WWPR-FM, e participaram no Big Morning Buzz Live do VH1, onde jogaram um jogo inspirado pela canção. Elas tiraram itens de uma caixa e disseram quem eles pertenciam. Durante a digressão promocional, ambas artistas foram entrevistadas no programa Sway in the Morning, da estação de rádio Sirius XM Radio, enquanto Brandy aparecia numa campanha para a Reebok Classics Icon durante um jogo dos New York Knicks na semana de 23 de Março de 2012. Também fizeram uma entrevista íntima e uma performance em Atlanta, Geórgia, no Conversarion/Soul Session da estação de rádio V-103. Ao lado das performances de "I Will Always Love You" e "The Boy Is Mine", Brandy também fez um tributo à Houston, e fez uma performance de uma versão cover ao vivo de "I Will Always Love You" (1992). Mais apresentações de "It All Belongs to Me" ocorreram nos talk shows Good Morning America e Live! with Kelly. Monica interpretou uma capitulação a solo de "It All Belongs to Me" durante um concerto promocional apresentado pelo AOL a 5 de Abril de 2012.

## Alinhamento de faixas
| Download digital |                        |         |  |
| N.º              | Título                 | Duração |  |
| 1.               | "It All Belongs to Me" | 4:04    |  |

| Download digital — Remix |                                               |         |  |
| N.º                      | Título                                        | Duração |  |
| 1.                       | "It All Belongs to Me" (High Level Radio Mix) | 4:18    |  |

| Download digital — Reino Unido |                                                                 |                                                |                |         |  |
| N.º                            | Título                                                          | Compositor(es)                                 | Produtor(es)   | Duração |  |
| 1.                             | "It All Belongs to Me" (edição da rádio)                        |                                                |                | 4:04    |  |
| 2.                             | "It All Belongs to Me"                                          |                                                |                | 4:04    |  |
| 3.                             | "Anything (To Find You)" (Monica com participação de Rick Ross) | Melissa Elliott; Cainon Lamb; Jazmine Sullivan | Missy Elliot   | 3:42    |  |
| Duração total:                 | Duração total:                                                  | Duração total:                                 | Duração total: | 11:50   |  |

## Desempenho nas tabelas musicais
A 23 de Fevereiro de 2012, "It All Belongs to Me" estreou na sexagésima sexta colocação da tabela musical americana Hot R&B/Hip-Hop Songs. Em 31 de Março, atingiu o máximo no número vinte e cinco da tabela. Na tabela Hot Radio Songs, estreou na centésima posição em 24 de Março, mantendo-se no lugar na semana seguinte, e saindo da tabela na semana adiante.
| País — Tabela musical (2012)                       | Posição de pico | Posição de estreia |
| -------------------------------------------------- | --------------- | ------------------ |
| Estados Unidos — Hot R&B/Hip-Hop Songs (Billboard) | 25              | 66                 |
| Estados Unidos — Hot Radio Songs (Billboard)       | 100             | 100                |

## Histórico de lançamento
"It All Belongs to Me" foi lançada para download digital nos Estados Unidos a 10 de Fevereiro de 2012, e no mesmo formato no Reino Unido a 8 de Abril.
| Região         | Data                    | Formato          | Editora discográfica | Catálogo  |
| -------------- | ----------------------- | ---------------- | -------------------- | --------- |
| Estados Unidos | 10 de Fevereiro de 2012 | Download digital | RCA Records          | 500995157 |
| Reino Unido    | 8 de Abril de 2012      | Download digital | RCA Records          | 506939042 |